# Puchar Billie Jean King 2023
Puchar Billie Jean King 2023 – 60. edycja turnieju rozgrywanego między reprezentacjami narodowymi w żeńskim tenisie ziemnym w ramach Pucharu Billie Jean King. Brało w nim udział 12 zespołów podzielonych na 3 grupy. Udział w turnieju mają zapewniony obrończynie tytułu – Szwajcarki, finalistki edycji 2022: Australijki oraz zdobywczynie dzikiej karty. Pozostałych dziewięć zespołów zostało wyłonionych w kwalifikacjach rozgrywanych w dniach 14–15 kwietnia 2023 roku.
Kanada pokonała Włochy w tenisowym finale 2:0, wygrywając Puchar Billie Jean King 2023.

## Grupa Światowa

### Turniej finałowy
Termin: 7–12 listopada 2023 
 Miejsce: Estadio de la Cartuja, Sewilla, Hiszpania 
 Powierzchnia: Twarda, hala
Do turnieju finałowego zakwalifikowało się 12 krajów:
- 2 finalistów Turnieju Finałowego 2022 (Australia i Szwajcaria)
- 9 zwycięzców rundy kwalifikacyjnej
- 1 dzika karta (Polska) (Przyznana dzięki wywalczeniu kwalifikacji przez gospodarza)

| Uczestniczące reprezentacje | Uczestniczące reprezentacje | Uczestniczące reprezentacje | Uczestniczące reprezentacje |
| Szwajcaria (obrońca tytułu) | Australia (finalista 2022)  | Kazachstan                  | Hiszpania                   |
| Czechy                      | Francja                     | Kanada                      | Niemcy                      |
| Stany Zjednoczone           | Włochy                      | Słowenia                    | Polska (dzika karta)        |
| --------------------------- | --------------------------- | --------------------------- | --------------------------- |

#### Faza Grupowa
12 drużyn podzielono na cztery grupy po 3 drużyny. Zwycięzcy grup zagrali w półfinałach.
Szwajcarię rozstawiono z nr. 1 (obrońca tytułu), Australię z nr. 2 (finalista ostatniej edycji), Hiszpanię z nr. 3 i Francję z nr. 4 (ostatnie dwie na podstawie rankingu Billie Jean King Cup).
| Grupa | 1. miejsce | 1. miejsce | 1. miejsce | 1. miejsce | 2. miejsce        | 2. miejsce | 2. miejsce | 2. miejsce | 3. miejsce | 3. miejsce | 3. miejsce | 3. miejsce |
| Grupa | Państwo    | K          | M          | S          | Państwo           | K          | M          | S          | Państwo    | K          | M          | S          |
| ----- | ---------- | ---------- | ---------- | ---------- | ----------------- | ---------- | ---------- | ---------- | ---------- | ---------- | ---------- | ---------- |
| A     | Czechy     | 2–0        | 5–1        | 10–3       | Stany Zjednoczone | 1–1        | 4–2        | 8–5        | Szwajcaria | 0–2        | 0–6        | 2–12       |
| B     | Słowenia   | 1–1        | 3–3        | 9–6        | Kazachstan        | 1–1        | 3–3        | 7–8        | Australia  | 1–1        | 3–3        | 6–8        |
| C     | Kanada     | 2–0        | 6–0        | 12–1       | Hiszpania         | 1–1        | 2–4        | 5–9        | Polska     | 0–2        | 1–5        | 4–11       |
| D     | Włochy     | 2–0        | 5–1        | 11–5       | Francja           | 1–1        | 4–2        | 10–6       | Niemcy     | 0–2        | 0–6        | 2–12       |

#### Faza Pucharowa

##### Drabinka
|  |           |           |           |        |   |        |        |       |
|  | Półfinały | Półfinały | Półfinały |        |   | Finał  | Finał  | Finał |
|  | Półfinały | Półfinały | Półfinały |        |   | Finał  | Finał  | Finał |
|  |           |           |           |        |   |        |        |       |
|  |           |           |           |        |   |        |        |       |
|  | Czechy    | Czechy    | 1         |        |   |        |        |       |
|  | Czechy    | Czechy    | 1         |        |   |        |        |       |
|  | Kanada    | Kanada    | 2         |        |   |        |        |       |
|  | Kanada    | Kanada    | 2         |        |   | Kanada | Kanada | 2     |
|  |           |           |           |        |   | Kanada | Kanada | 2     |
|  |           |           | Włochy    | Włochy | 0 |        |        |       |
|  | Włochy    | Włochy    | Włochy    | Włochy | 0 | 2      |        |       |
|  | Włochy    | Włochy    |           |        |   |        |        |       |
|  | Słowenia  | Słowenia  | 0         |        |   |        |        |       |
|  | Słowenia  | Słowenia  | 0         |        |   |        |        |       |
|  |           |           |           |        |   |        |        |       |

##### Półfinały
| Czechy · 1 | Estadio de la Cartuja, Sewilla, Hiszpania 11 listopada 2023 Twarda (hala) | Estadio de la Cartuja, Sewilla, Hiszpania 11 listopada 2023 Twarda (hala)     | Kanada · 2 |      |     |  |
| \| \| \| \| 1 \| 2 \| 3 \| \| \| - \| \| ----------------------------------------------------------------------------- \| --- \| ---- \| --- \| \| \| 1 \| \| Barbora Krejčíková Marina Stakusic \| 6 2 \| 6 1 \| \| \| \| 2 \| \| Markéta Vondroušová Leylah Fernandez \| 2 6 \| 6 2 \| 3 6 \| \| \| 3 \| \| Barbora Krejčíková / Kateřina Siniaková Gabriela Dabrowski / Leylah Fernandez \| 5 7 \| 63 7 \| \| \| |                                                                           |                                                                               |            |      |     |  |
| |                                                                           |                                                                               | 1          | 2    | 3   |  |
| 1 | Czechy · Kanada                                                           | Barbora Krejčíková Marina Stakusic                                            | 6 2        | 6 1  |     |  |
| 2 | Czechy · Kanada                                                           | Markéta Vondroušová Leylah Fernandez                                          | 2 6        | 6 2  | 3 6 |  |
| 3 | Czechy · Kanada                                                           | Barbora Krejčíková / Kateřina Siniaková Gabriela Dabrowski / Leylah Fernandez | 5 7        | 63 7 |     |  |

| Włochy · 2 | Estadio de la Cartuja, Sewilla, Hiszpania 11 listopada 2023 Twarda (hala) | Estadio de la Cartuja, Sewilla, Hiszpania 11 listopada 2023 Twarda (hala) | Słowenia · 0 |     |     |               |
| \| \| \| \| 1 \| 2 \| 3 \| \| \| - \| \| ---------------------------------------------------------------------- \| ----- \| --- \| --- \| ------------- \| \| 1 \| \| Martina Trevisan Kaja Juvan \| 78 66 \| 6 3 \| \| \| \| 2 \| \| Jasmine Paolini Tamara Zidanšek \| 6 2 \| 4 6 \| 6 3 \| \| \| 3 \| \| Elisabetta Cocciaretto / Martina Trevisan Kaja Juvan / Tamara Zidanšek \| \| \| \| nie rozegrano \| |                                                                           |                                                                           |              |     |     |               |
| |                                                                           |                                                                           | 1            | 2   | 3   |               |
| 1 | Włochy · Słowenia                                                         | Martina Trevisan Kaja Juvan                                               | 78 66        | 6 3 |     |               |
| 2 | Włochy · Słowenia                                                         | Jasmine Paolini Tamara Zidanšek                                           | 6 2          | 4 6 | 6 3 |               |
| 3 | Włochy · Słowenia                                                         | Elisabetta Cocciaretto / Martina Trevisan Kaja Juvan / Tamara Zidanšek    |              |     |     | nie rozegrano |

##### Finał
| Kanada · 2 | Estadio de la Cartuja, Sewilla, Hiszpania 12 listopada 2023 Twarda (hala) | Estadio de la Cartuja, Sewilla, Hiszpania 12 listopada 2023 Twarda (hala)       | Włochy · 0 |     |   |               |
| \| \| \| \| 1 \| 2 \| 3 \| \| \| - \| \| ------------------------------------------------------------------------------- \| --- \| --- \| - \| ------------- \| \| 1 \| \| Marina Stakusic Martina Trevisan \| 7 5 \| 6 3 \| \| \| \| 2 \| \| Leylah Fernandez Jasmine Paolini \| 6 2 \| 6 3 \| \| \| \| 3 \| \| Gabriela Dabrowski / Leylah Fernandez Elisabetta Cocciaretto / Martina Trevisan \| \| \| \| nie rozegrano \| |                                                                           |                                                                                 |            |     |   |               |
| |                                                                           |                                                                                 | 1          | 2   | 3 |               |
| 1 | Kanada · Włochy                                                           | Marina Stakusic Martina Trevisan                                                | 7 5        | 6 3 |   |               |
| 2 | Kanada · Włochy                                                           | Leylah Fernandez Jasmine Paolini                                                | 6 2        | 6 3 |   |               |
| 3 | Kanada · Włochy                                                           | Gabriela Dabrowski / Leylah Fernandez Elisabetta Cocciaretto / Martina Trevisan |            |     |   | nie rozegrano |

## Runda kwalifikacyjna
14–15 kwietnia 2023
- 10 zespołów sklasyfikowanych na miejscach 3–12 podczas turnieju finałowego Pucharu Billie Jean King 2022
- 8 zwycięskich zespołów z play-offów 2022[1].

Dziewięć zwycięskich drużyn z rundy kwalifikacyjnej zagra w finale 2023, a dziewięć przegranych drużyn zagra w barażach 2023.
| Rozstawione zespoły 1. Hiszpania 2. Czechy 3. Francja 4. Kanada 5. Stany Zjednoczone 6. Słowacja 7. Niemcy 8. Kazachstan 9. Rumunia | Nierozstawione zespoły - Włochy - Belgia - Wielka Brytania - Polska - Brazylia - Ukraina - Meksyk - Austria - Słowenia |

| Gospodarz             | Wynik | Gość        | Miasto           | Miejsce                         | Nawierzchnia   |
| --------------------- | ----- | ----------- | ---------------- | ------------------------------- | -------------- |
| Hiszpania [1]         | 3 – 1 | Meksyk      | Marbella         | Club de Tenis Puente Romano     | Ceglana        |
| Ukraina               | 1 – 3 | Czechy [2]  | Antalya (Turcja) | Megasaray Club Belek            | Ceglana        |
| Wielka Brytania       | 1 – 3 | Francja [3] | Coventry         | Coventry Building Society Arena | Twarda (hala)  |
| Kanada [4]            | 3 – 2 | Belgia      | Vancouver        | Pacific Coliseum                | Twarda (hala)  |
| Stany Zjednoczone [5] | 4 – 0 | Austria     | Delray Beach     | Delray Beach Tennis Center      | Twarda         |
| Słowacja [6]          | 2 – 3 | Włochy      | Bratysława       | NTC Arena                       | Twarda (hala)  |
| Niemcy [7]            | 3 – 1 | Brazylia    | Stuttgart        | Porsche-Arena                   | Ceglana (hala) |
| Kazachstan [8]        | 3 – 1 | Polska      | Astana           | Daulet National Tennis Centre   | Ceglana (hala) |
| Słowenia              | 3 – 2 | Rumunia [9] | Koper            | Sport Park Bonifika             | Ceglana        |

## Play-off (baraże)
11–12 listopada 2023
- 8 przegranych drużyn z rundy kwalifikacyjnej
- 7 zwycięskich drużyn z Grupy światowej I
- 1 zespół ze swojej strefy Grupy I (Serbia) zastępująca Polskę, która otrzymała dziką kartę na finał.

Ośmiu zwycięzców awansuje do rundy kwalifikacyjnej 2024, a przegrani będą rywalizować w swoich regionalnych zawodach Grupy I w 2024 roku.
| Gospodarz           | Wynik | Gość             | Miasto        | Miejsce               | Nawierzchnia   |
| ------------------- | ----- | ---------------- | ------------- | --------------------- | -------------- |
| Słowacja [1]        | 3–1   | Argentyna        | Bratysława    | NTC Arena             | Twarda (hala)  |
| Belgia [2]          | 3–1   | Węgry            | Charleroi     | Dôme de Charleroi     | Twarda (hala)  |
| Wielka Brytania [3] | 3–1   | Szwecja          | Londyn        | Copper Box Arena      | Twarda (hala)  |
| Brazylia [4]        | 4–0   | Korea Południowa | Brasília      | Arena BRB             | Ceglana        |
| Ukraina [5]         | 3–1   | Holandia         | Wilno (Litwa) | SEB Arena             | Twarda (hala)  |
| Serbia              | 0–4   | Rumunia [6]      | Kraljevo      | Kraljevo Sports Hall  | Ceglana (hala) |
| Japonia [7]         | 3–2   | Kolumbia         | Tokio         | Ariake Coliseum       | Twarda (hala)  |
| Austria             | 2–3   | Meksyk [8]       | Schwechat     | Multiversum Schwechat | Ceglana (hala) |

## Strefa amerykańska

### Grupa I
- Miejsce rozgrywek: Tennis Golf Club, Cúcuta, Kolombia
- Data: 11–15 kwietnia 2023
- Nawierzchnia: Ceglana

Drużyny
- Argentyna
- Boliwia
- Chile
- Kolumbia
- Gwatemala
- Peru

Awanse i spadki
- Argentyna i  Kolumbia awansowały do play-offów
- Gwatemala i  Boliwia spadły do grupy II w 2024

### Grupa II
- Miejsce rozgrywek: Centro Nacional De Tenis Parque Del Este, Santo Domingo, Dominikana
- Data: 26–29 lipca 2023
- Nawierzchnia: Twarda

Drużyny
- Bahamy
- Kostaryka
- Dominikana
- Ekwador
- Honduras
- Paragwaj
- Urugwaj
- Wenezuela

Awanse i spadki
- Ekwador i  Wenezuela awansowały do grupy I w 2024
- Kostaryka i  Bahamy spadły do grupy III w 2024

### Grupa III
- Miejsce rozgrywek: Federación Panameña de Tenis, Panama, Panama
- Data: 18–22 lipca 2023
- Nawierzchnia: Ceglana

Drużyny
- Antigua i Barbuda
- Aruba
- Barbados
- Bermudy
- Kuba
- Salwador
- Jamajka
- Panama
- Portoryko
- Wyspy Dziewicze Stanów Zjednoczonych
- Saint Lucia

Awanse
- Portoryko i  Kuba awansowały do grupy II w 2024

## Strefa azjatycko-australijska

### Grupa I
- Miejsce rozgrywek: Olympic Tennis School, Taszkent, Uzbekistan
- Data: 10–15 kwietnia 2023
- Nawierzchnia: Twarda

Drużyny
- Chiny
- Indie
- Japonia
- Korea Południowa
- Tajlandia
- Uzbekistan

Awanse i spadki
- Japonia i  Korea Południowa awansowały do play-offów
- Tajlandia i  Uzbekistan spadły do grupy II w 2024

### Grupa II
- Miejsce rozgrywek: National Tennis Center, Kuala Lumpur, Malezja
- Data: 24–29 lipca 2023
- Nawierzchnia: Twarda

Drużyny
- Chińskie Tajpej
- Guam
- Hongkong
- Indonezja
- Malezja
- Mongolia
- Nowa Zelandia
- Oceania
- Pakistan
- Singapur
- Sri Lanka
- Turkmenistan

Awanse i spadki
- Oceania i  Chińskie Tajpej awansowały do grupy I w 2024
- Turkmenistan i  Guam spadły do grupy III w 2024

### Grupa III
- Miejsce rozgrywek: Bahrain Tennis Federation, Isa Town, Bahrajn
- Data: 18–21 października 2023
- Nawierzchnia: Twarda

Drużyny
- Bahrajn
- Bhutan
- Brunei
- Iran
- Irak
- Kirgistan
- Laos
- Makau
- Malediwy
- Mjanma
- Nepal
- Katar
- Arabia Saudyjska
- Tadżykistan
- Wietnam

Awanse
- Iran i  Kirgistan awansowały do grupy II w 2024

## Strefa europejsko-afrykańska

### Grupa I
- Miejsce rozgrywek: Megasaray Tennis Academy, Antalya, Turcja
- Data: 10–15 kwietnia 2023
- Nawierzchnia: Ceglana

Drużyny
- Bułgaria
- Chorwacja
- Dania
- Egipt
- Węgry
- Łotwa
- Holandia
- Norwegia
- Serbia
- Szwecja
- Turcja

Awanse i spadki
- Szwecja,  Węgry i  Holandia awansowały do play-offów ,podczas gdy  Serbia później awansowała.
- Egipt i  Chorwacja spadły do grupy II w 2024

### Grupa II
- Miejsce rozgrywek: Jamor Sports Complex, Oeiras, Portugalia
- Data: 10–15 kwietnia 2023
- Nawierzchnia: Ceglana

Drużyny
- Algieria
- Bośnia i Hercegowina
- Estonia
- Gruzja
- Grecja
- Irlandia
- Izrael
- Kosowo
- Litwa
- Malta
- Portugalia
- Południowa Afryka

Awanse i spadki
- Portugalia i  Grecja awansowały do grupy I w 2024
- Południowa Afryka i  Irlandia spadły do grupy III w 2024

### Grupa III Europa
- Miejsce rozgrywek: Tennis Club Jug, Skopje, Macedonia Północna
- Data: 19–24 czerwca 2023
- Nawierzchnia: Ceglana

Drużyny
- Albania
- Armenia
- Azerbejdżan
- Cypr
- Finlandia
- Islandia
- Luksemburg
- Czarnogóra
- Macedonia Północna
- Mołdawia
- San Marino

Awans
- Macedonia Północna awansowała do grupy II w 2024

### Grupa III Afryka
- Miejsce rozgrywek: Nairobi Club, Nairobi, Kenia
- Data: 12–17 czerwca 2023
- Nawierzchnia: Ceglana

Drużyny
- Botswana
- Burundi
- Ghana
- Kenia
- Mauritius
- Maroko
- Namibia
- Nigeria
- Seszele
- Tunezja
- Uganda
- Zimbabwe

Awans i spadek
- Maroko awansowało do grupy II w 2024
- Seszele spadły do grupy IV w 2024

### Grupa IV Afryka
- Miejsce rozgrywek: Ecology Tennis Club, Kigali, Rwanda
- Data: 5–10 czerwca 2023
- Nawierzchnia: Ceglana

Drużyny
- Angola
- Kamerun
- Kongo
- Demokratyczna Republika Konga
- Etiopia
- Lesotho
- Madagaskar
- Mozambik
- Rwanda
- Senegal
- Tanzania

Awans
- Madagaskar awansował do grupy III w 2024